# Гасанли, Турал Асиф оглы
Турал Асиф оглы Гасанли (азерб. Həsənli Tural Asif oğlu, род. 25 мая 1993 года, Баку, Азербайджан) — азербайджанский волейболист, связующий польской команды «Храбрый Глогув» (пол. «Chrobry Głogów») и национальной сборной Азербайджана. Является также членом сборной Азербайджана по пляжному волейболу.

## Биография
Турал Гасанли занимается волейболом с 14 лет, в бакинской средней школе №26, под руководством опытного тренера, бывшего наставника сборной Азербайджана - Октая Мусаева. Провел в данной школе 3 года, с 2007 по 2009 год.

## Клубная карьера

### Волейбол

#### Азербайджан
- 2008—2011 — «Азернефть» (Баку) [1]
- 2011—2012 — «Сархадчи» (Баку)

#### Польша
- 2013 - «КС Милич» (Милич) (пол. «KS Milicz») [2][3]
- 2013—2014 - «Храбрый Глогув» (пол. «Chrobry Głogów») (Глогув) [4]

### Кубок Европы
В сезоне 2010/2011 годов в составе ВК «Азернефть» (Баку) принимал участие в первом квалификационном раунде Кубка Вызова ЕКВ.

### Пляжный волейбол
- 2010-2012 - ПВК «Сархадчи» (Баку)
- 2012-2013 - ПВК «Нефтчи» (Баку)
- 2013—н. в. - ПВК «Сархадчи 1» (Баку)

## Сборная Азербайджана

### Волейбол
С 2009 года является одним из основных игроков национальной сборной Азербайджана по волейболу. Выступает в команде под №2.

#### Статистика игр
24, 25 и 26 мая 2013 года принимал участие в матчах квалификационного раунда чемпионата мира по волейболу в составе национальной сборной Азербайджана против сборных Хорватии, Нидерландов и Боснии и Герцеговины, проходивших в столице Хорватии - Загребе.

### Пляжный волейбол
С 2009 года защищает цвета сборной Азербайджана по пляжному волейболу.

## Достижения

### Пляжный волейбол
В паре с другим волейболистом сборной Азербайджана Джавидом Сулеймановым достиг нижеследующих успехов:
- 2010 год - чемпион Азербайджана в составе ПВК «Сархадчи» Баку;
- 2011 год - бронзовый призёр чемпионата Азербайджана в составе ПВК «Сархадчи 2» Баку;[9]
- 2012 год - чемпион Азербайджана в составе ПВК «Нефтчи» Баку;
- 2013 год - победитель открытого чемпионата Азербайджана в составе ПВК «Сархадчи 1»;[10][11]

## Интересные факты
19 августа 2013 года президент Европейской конфедерации волейбола Андре Мейер, а также вице-президент ЕКВ Ян Хронек присутствовали на финале чемпионата Азербайджана по пляжному волейболу среди мужских и женских команд, на котором Джавид Сулейманов в паре с Туралом Гасанли стали чемпионами Азербайджана, получив золотые медали от рук почетных гостей.